# Willi Schulz
Willi Schulz (Wattenscheid, 4 oktober 1938) is een voormalig Duitse professionele voetballer die uitkwam voor Schalke 04 en Hamburger SV in de Bundesliga en het Duitse nationale elftal.

## Clubcarrière
Willi Schulz begon op 12-jarige leeftijd met voetballen bij de amateurclub Union Günnigfeld nabij zijn geboorteplaats. 
Als 22-jarige maakte hij de overstap naar de profs van FC Schalke 04, dat in het seizoen 1960-61 in de Oberliga West speelde (één van de vijf hoogste divisies in het Duitse voetbal toendertijd). In het seizoen 1964-65 eindigde Schalke 04 als laatste in de nieuw gevormde Bundesliga, maar had het geluk dat er geen clubs degradeerden doordat de competitie naar 18 ploegen werd uitgebreid. Na vijf jaar bij Schalke, waar Schulz een vaste kracht was geworden in het team, besloot hij om over te stappen naar Hamburger SV.
In Hamburg ontwikkelde hij zich tot een van de beste Duitse verdedigers van de late jaren 1960 en begin jaren 1970, waar hij vaak als libero en soms als voorstopper speelde. In totaal speelde hij acht seizoenen voor HSV, waarbij een 5e plaats in het seizoen 1970/71 zijn beste resultaat was met de club in de Bundesliga. Daarna beleefde Schulz met de club ook twee verloren finales tegen Bayern München (DFB Pokal 1967) en AC Milan (Europacup II in 1968). Ondanks deze verliezen bleven dit de hoogtepunten van Schulz' clubcarrière in Hamburg.
Na 211 Bundesliga wedstrijden voor HSV beëindigde Willi Schulz zijn actieve carrière in 1973. Op 24 april 1973 speelde hij zijn afscheidswedstrijd met HSV tegen een wereldselectie, maar kort daarna won hij echter nog de allereerste DFB-Ligapokal in de geschiedenis van de vereniging. Dit was tevens de enige titel uit zijn professionele carrière.

## Interlandcarrière
Zelfs in zijn juniorentijd bij Union Günnigfeld was het talent van Schulz al opgevallen bij de toenmalige Duitse bondscoach Dettmar Cramer. Nadat Schulz elk één keer was uitgekomen in de nationale junioren- en B-ploeg van Duitsland, riep bondscoach Sepp Herberger de amateurspeler voor het eerst op voor een interland bij de senioren. Hij maakte zijn debuut voor het Duits elftal in de wedstrijd tegen Joegoslavië op 20 december 1959 in Hannover. 
In de kwalificatieperiode voor het WK 1962 in Chili had Schulz in zeven van de 15 wedstrijden van de nationale ploeg gespeeld, en werd hij ook opgeroepen voor de WK-selectie. In Chili speelde hij in alle vier de wedstrijden voor het Duitse team. Hij maakte ook deel uit van de selectie voor het WK 1966 in Engeland en het WK 1970 in Mexico, waardoor hij in totaal dertien wedstrijden speelde op een wereldkampioen. Het hoogtepunt van zijn internationale carrière was de WK-finale op 30 juli 1966 in Londen, waar Duitsland met 4-2 verloor van gastland Engeland. Tijdens dit toernooi liet hij een prestatie van wereldklasse zien als verdediger, waardoor hij in Duitsland zijn bijnaam 'World Cup-Willi' verdiende. 
Schulz speelde zijn 66e en laatste interland op 17 juni 1970 in de legendarische halve finale van WK tegen Italië. Tijdens zijn interlandcarrière was hij twintig keer aanvoerder van het Duits elftal, en hij werd op 30 juli 1966 voor zijn sportieve prestaties geëerd met het Zilveren Laurierblad.

## Carrière na het voetbal
Na zijn actieve voetbalcarrière begon Willi Schulz een even succesvol leven als zakenman in de verzekerings- en automatenindustrie. Hij bleef trouw aan Hamburger SV als clublid en door zijn betrokkenheid werd hij zelfs tijdelijk als plaatsvervangend voorzitter van de raad van commissarissen aangesteld door de club.

## Erelijst

### Club

#### Hamburger SV
- Winnaar DFB-Ligapokal: 1973

### Land
- Verliezend finalist WK: 1966
- Derde plaats WK: 1970